# Taunus-Informationszentrum
Koordinaten: 50° 12′ 55,2″ N, 8° 32′ 9,6″ O

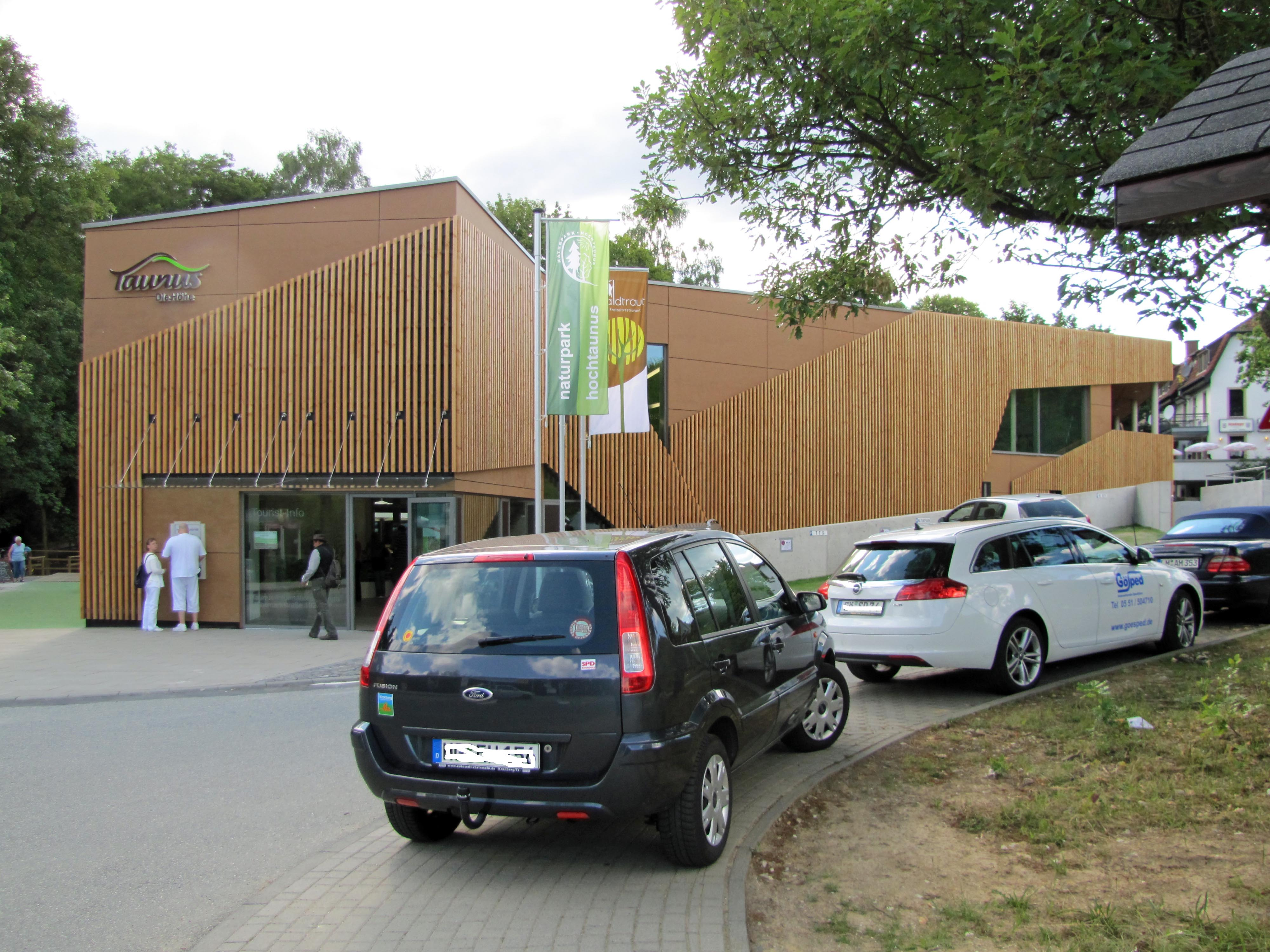
Taunus-Informationszentrum

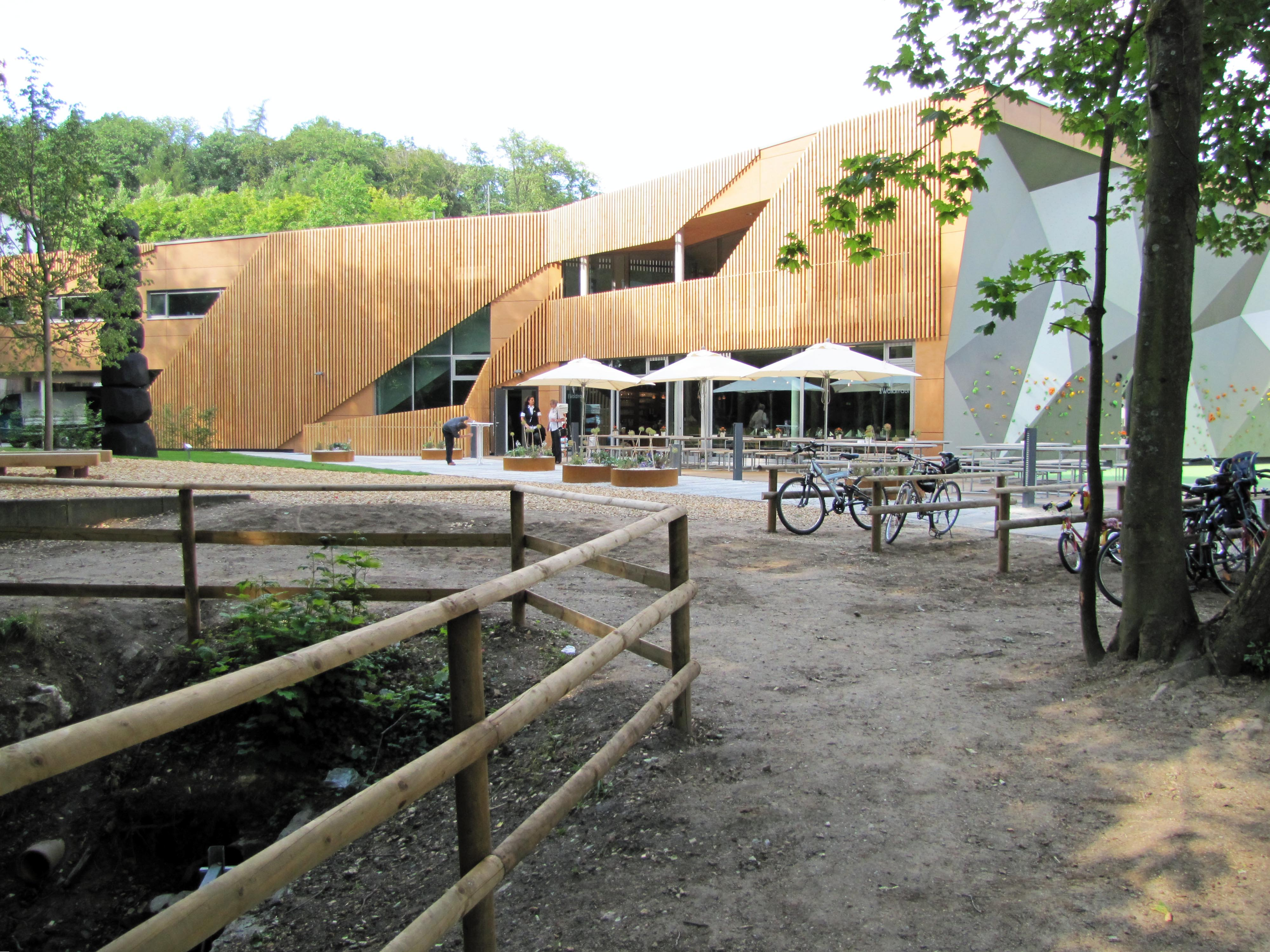
Rückseite

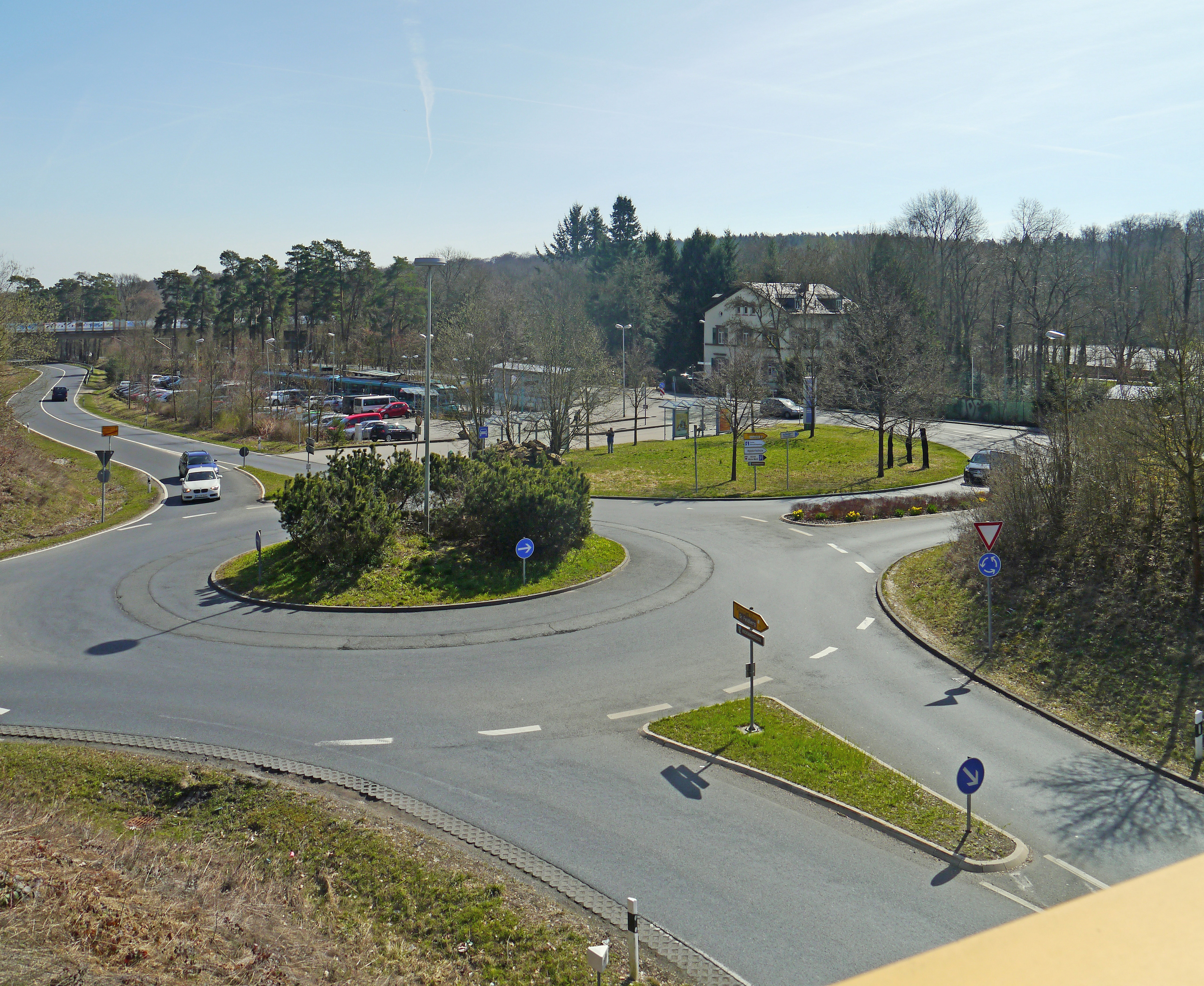
Ausfahrt nach mittig rechts führt zum kreisverkehrnahen Taunus-Informationszentrum; hinten die Endstation Hohemark der U3

Das Taunus-Informationszentrum (TIZ) ist ein Besucherzentrum im Taunus, das als zentrale Anlaufstelle für Touristen, Natur- und Wanderfreunde im Taunus dient. Das Gebäude steht in Oberursel im hessischen Hochtaunuskreis auf 303 m ü. NHN am Ende der Hohemarkstraße nahe der Endstation der U3.

## Geschichte
Geplant wurde das Gebäude von dem Bad Homburger Architekturbüro kreateam architekten. Es bietet eine Nutzfläche von 1.400 m² auf zwei Etagen und ist architektonisch am typischen Schiefergestein der Region orientiert. Der Spatenstich erfolgte am 10. Mai 2010 und die Eröffnung 2011 rechtzeitig vor dem Hessentag 2011 in Oberursel. Die Baukosten betrugen etwa 2,8 Millionen Euro. Bis zur Übernahme des Gebäudekomplexes durch den Hochtaunuskreis im Jahr 2023, war der Zweckverband Naturpark Taunus Träger des Taunus-Informationszentrums.

## Angebote
Das Taunus-Informationszentrum beherbergt im Erdgeschoss eine vom Taunus Touristik Service e. V. betriebene Tourist-Info, die das umfassendste Informationsangebot im Taunus bietet. Besucher finden hier detaillierte Informationen zu Wanderwegen, Radstrecken und Sehenswürdigkeiten in der Freizeitregion Taunus.
Darüber hinaus sind im Gebäude die Geschäftsstellen des Taunus Touristik Service e.V. und des Zweckverbands Naturpark Taunus untergebracht. Auch das Ausflugsrestaurant Waldtraut und Seminarräume sind Teil des Gebäudes. Das Taunus-Informationszentrum ist Ausgangspunkt für geführte Touren, die auf diversen Wanderwegen in die Hochlagen des Hochtaunus führen.